# زایست
شهر زایست (به هلندی: Zeist) در اوترخت در کشور هلند واقع شده‌است. جمعیت این شهر ۶۰٫۳۴۵ نفر است.